# Neottiospora coprophila
Neottiospora coprophila är en svampart som beskrevs av Speg. 1879. Neottiospora coprophila ingår i släktet Neottiospora, divisionen sporsäcksvampar och riket svampar.   Inga underarter finns listade i Catalogue of Life.